# Metrifonato
El metrifonato es un medicamento organofosforado que actúa como inhibidor de la colinesterasa, enzima que degrada al neurotransmisor acetilcolina. Se utilizó inicialmente como plaguicida, ahora se usa más como terapia para la esquistosomiasis urinaria.

## Mecanismo
El metrifonato actúa como inhibidor irreversible por la enzima acetilcolinesterasa, incluyendo la enzima humana. Como tal es un parasimpaticomimético, es decir, prolonga la acción del sistema nervioso parasimpático, cuyo neurotransmisor es la acetilcolina. Durante su metabolismo, el metrifonato produce un compuesto llamado  diclorvós que resulta considerablemente tóxico al gusano aplanado S. haematobium.

## Reacciones adversas
A las dosis terapéuticas sugeridas para el tratamiento de la esquistosomiasis, no es frecuente ver reacciones colinérgicas como vómitos, diarrea, dolores de cabeza y vértigo. La atropina no menoscaba la acción antiparasitaria.
Por sus efectos secundarios a las dosis de ciertos ensayos clínicos, el metrifonato ha dejado de ser una posible opción para el alivio de los síntomas de pacientes con la enfermedad de Alzheimer.